# Suchý vrch (berg i Tjeckien, lat 50,82, long 14,64)
Suchý vrch är ett berg i Tjeckien. Det ligger i den norra delen av landet, 80 km norr om huvudstaden Prag. Toppen på Suchý vrch är 641 meter över havet, eller 70 meter över den omgivande terrängen. Bredden vid basen är 1,3 km.
Terrängen runt Suchý vrch är huvudsakligen kuperad, men söderut är den platt.Runt Suchý vrch är det ganska tätbefolkat, med 75 invånare per kvadratkilometer. Närmaste större samhälle är Česká Lípa, 16,6 km söder om Suchý vrch. I omgivningarna runt Suchý vrch växer i huvudsak blandskog.